# Condado de Blanco
O Condado de Blanco é um dos 254 condados do estado norte-americano do Texas. A sede do condado é Johnson City, e sua maior cidade é Johnson City.
O condado possui uma área de 1 848 km² (dos quais 6 km² estão cobertos por água), uma população de 8 418 habitantes, e uma densidade populacional de 5 hab/km² (segundo o censo nacional de 2000).
O condado foi criado em 1858.